# Marie Muller (judo)
Marie Muller, née le 29 juillet 1985 à Filderstadt (Allemagne), est une judokate luxembourgeoise évoluant en moins de 52 kg.

## Biographie
Née en Allemagne à Filderstadt près de Stuttgart, Marie Muller commence la pratique du judo à l'âge de sept ans. Blessée à un genou en 2006, elle choisit ensuite de représenter en compétition internationale le Luxembourg à partir de 2007. Qualifiée pour les Jeux olympiques de 2008, Muller est battue au premier tour puis au deuxième tour de repêchages de la catégorie des moins de 52 kg. Elle est finalement classée neuvième. Elle reçoit en fin d'année le titre de Sportive luxembourgeoise de l'année. Neuvième des Championnats du monde 2010, elle reçoit à nouveau cette année-là de Sportive luxembourgeoise de l'année. Muller remporte cette année-là plusieurs épreuves de Coupe du monde et obtient la septième place des Championnats d'Europe 2011. Elle se qualifie aux Jeux olympiques de 2012 grâce aux quotas réservés au continent européen. Battue en quart de finale par Yanet Bermoy, elle est dominée ensuite en finale pour la médaille de bronze sur décision des trois arbitres par l'Italienne Rosalba Forciniti. En fin d'année, elle est pour la troisième fois élue Sportive luxembourgeoise de l'année.

## Distinctions
- Sportive luxembourgeoise de l'année : 2008, 2010 et 2012.